# یواس‌اس ماهان (دی‌دی-۱۰۲)
یواس‌اس ماهان (دی‌دی-۱۰۲) (به انگلیسی: USS Mahan (DD-102)) یک کشتی بود که طول آن ۹۵٫۸۳ متر (۳۱۴٫۴ فوت) بود. این کشتی در سال ۱۹۱۸ ساخته شد.